# Садовський Євген Іванович
Євге́н Іва́нович Садо́вський (англ. Eugene Sadowski; 30 серпня 1911, Маріуполь, Російська імперія — 13 серпня 1987, Колльєр, Флорида, США) — радянський перекладач художньої літератури з німецької мови, співробітник нацистської пропаганди та американський професор математики.

## Перекладач
З 1926 року в Москві закінчив німецьке відділення факультету літературного перекладу Інституту нових мов (1932), потім навчався на механіко-математичному факультеті Московського університету. Захоплювався шахами, виступав за команду московських письменників. Перекладав романи Генріха Манна (у 1937 і 1939 роках опубліковано роман «Юність короля Генріха IV», розпочав переклад другої частини маннівської дилогії), вірші та прозу Фрідріха Гельдерліна, лірику Райнера Марії Рільке, вірші німецького поета-комуніста. У 1941 році п'ятикурсник МДУ Садовський був призваний до армії. Мав звання технік-інтендант 1-го рангу. З 27 січня 1942 року (за ОБД «Меморіал») вважався зниклим безвісти поблизу села Слобідка Орловської області (нині Калузька).

## «Посмертна» легенда
Вважався у СРСР загиблим на війні. Його переклади, що залишилися в рукописі, видавалися «посмертно» (роман Гельдерліна «Гіперіон» опублікований в 1969 році), стаття про нього увійшла до збірки «Рядок, обірвана кулею: Московські письменники, що загинули на фронтах Великої Вітчизняної війни» (1976 рік). Зі спогадами про Садовського виступали Йоганнес Бехер, перекладач Вільгельм Левік, фізик Кирило Станюкович. Про обставини його смерті створювалися легенди:
...до штабу німецької дивізії було доставлено тяжко пораненого росіянина, в кишені гімнастерки якої виявився томік Гельдерліна німецькою мовою. У ході короткого допиту з'ясувалося, що тяжко поранений — перекладач віршів Гельдерліна російською. Незабаром після допиту він помер… (Іоганнес Бехер, «Роздуми про мистецтво на війні», 1943)
Востаннє його бачили на Смоленщині, коли вночі, напіводягнений, він під час раптової атаки фашистів вибігав із палаючого будинку. Атаку відбили… У його польовій сумці знайшли солдатський атестат, незакінчений лист до дружини і той самий незмінний томик Гельдерліна… (Вільгельм Левік, стаття під назвою «З віршами в рюкзаку», «Літературна газета», 1970).
Ім'я Садовського вміщено на меморіальній дошці «Московські письменники, що загинули на фронтах Великої Вітчизняної війни 1941—1945» у Центральному домі літераторів.
Двадцять перекладів Садовського з Рільке збереглися у фонді журналу «Жовтень» у РДАЛІ, п'ять тисяч віршованих рядків Гельдерліна залишилися неопублікованими і знаходяться в архіві спадкоємців.

## На службі у німців
Насправді Садовський не загинув у січні 1942 року, а добровільно перейшов (25 січня) на бік німців, здавшись у полон 2-ї танкової армії вермахту. В окупованому Орлі з 19 лютого 1942 року працював у редакції пропаганди російської газети «Мова», що видається 693-ю ротою, потім газету перепідпорядкували 612-й роті пропаганди в Орджонікідзеграді (нині Бежиця — район Брянська).
Одночасно співпрацював з оперштабом міністра окупованих територій Альфреда Розенберга та готував аналітичні розробки про життя у Радянському Союзі. Потім евакуювався разом із газетою «Речь» та німецькими військами на Захід — у Бобруйск, Мінськ, Рацибуж у Сілезії. У листопаді 1944 року відряджений до антисемітської служби «Weltdienst» у Франкфурт-на-Майні.

## Повоєнна доля
Залишився в американській зоні окупації Німеччини. Виступав у шахових турнірах «переміщених осіб» (Ді-Пі), використовуючи псевдонім «Салтовскіс» (березень 1946, табір Мербек у Нижній Саксонії). 4 серпня 1949 виїхав до США з Бремерхафена на пароплаві «Генерал Хейнцельман», професія вказана як «перекладач/вчитель»; жив у Сілвер-Спринг, Меріленд. Номер американського соціального страхування видано у 1952 році у Вашингтоні, де Садовський проживав і у 1955 році. Спроби емігрантських політичних організацій середини 1950-х років залучити його до участі у своїх виданнях були безуспішними через «лінощі» Садовського, який не відповідав на листи («ледачим» називають його і німецькі характеристики).
Не пізніше 1963 року отримав посаду професора математики в Університеті Маямі, був членом Американського математичного товариства (1964), виступав і в шахових змаганнях (згадується в Chess Life and Review, 1976). Наприкінці 1960-х — на початку 1970-х років перекладав російські математичні статті, що публікувалися у збірниках «Soviet mathematics». У некролозі місцем його проживання названо Бедфорд, Техас, хоча помер він у Флориді.

## Публікації
Переклади
- Генріх Манн. Юність короля Генріха Четвертого. Переклад Є. І. Садовського / Інтернаціональна література. — № 9-10, 1937; від. видавництво, М., ГІХЛ, 1939 (2-ге вид. Свердловськ, Свердловське книжкове видавництво, 1956).
- Гіперіон. Переклад Є. І. Садовського / Фрідріх Гельдерлін. Твори. М: Художня література, 1969
- Гіперіон, або самітник у Греції (роман); Дозвілля (вірш). Переклад Е. А. [помилка в ініціалі!] Садовського / Фрідріх Гельдерлін . Гіперіон. Вірші. Листи. Сюзетта Гонтар. «Листи Діотими» (Листи до Фрідріха Гельдерліна). Видання підготувала Н. Т. Бєляєва. Москва: Наука, 1988 (Літературні пам'ятки).
- Із «Сонетів до Орфея». Переклад Є. І. Садовського / Райнер Марія Рільке. Вірші, 1906—1926; Упоряд. Є. Вітковський. — Москва; Харків: АСТ: Фоліо, 1999.
- Підбірка на сайті «Століття перекладу».

Математичні роботи
- McKnight, JD, Jr.; Sadowski, E. kernel of wreath product of semigroups. Semigroup Forum 4 (1972), 232—236.